# Continental Indoor Soccer League
De Continental Indoor Soccer League (vaak afgekort tot CISL) was een zaalvoetbalcompetitie in de Verenigde Staten en Mexico van 1993 tot 1997.

## Deelnemers
Aan het eerste seizoen van de CISL in 1993 deden zeven teams mee, inclusing Monterrey La Raza, een team uit Mexico. In 1995 was het deelnemersaantal op het hoogtepunt, toen deden 15 teams mee. In dat jaar trad het tweede Mexicaanse team toe: de Mexico Toros. In 1996 en 1997 deden elf teams mee.

### Deelnemende teams
| Club                 | Seizoen | Seizoen | Seizoen | Seizoen | Seizoen |
| Club                 | 1993    | 1994    | 1995    | 1996    | 1997    |
| -------------------- | ------- | ------- | ------- | ------- | ------- |
| Anaheim Splash       | X       | X       | X       | X       | X       |
| Arizona Sandsharks   | X       | X       | X       | -       | X       |
| Dallas Sidekicks     | X       | X       | X       | X       | X       |
| Detroit Safari       | -       | X       | X       | X       | X       |
| Carolina Vipers      | -       | X       | -       | -       | -       |
| Houston Hotshots     | -       | X       | X       | X       | X       |
| Indiana Twisters     | -       | -       | -       | X       | X       |
| Las Vegas Dustdevils | -       | X       | X       | -       | -       |
| Mexico Toros         | -       | -       | X       | -       | -       |
| Monterrey La Raza    | X       | X       | X       | X       | X       |
| Pittsburgh Stingers  | -       | X       | X       | -       | -       |
| Portland Pride       | X       | X       | X       | X       | X       |
| Sacramento Knights   | X       | X       | X       | X       | X       |
| San Diego Sockers    | X       | X       | X       | X       | -       |
| San Jose Grizzlies   | -       | X       | X       | -       | -       |
| Seattle SeaDogs      | -       | -       | X       | X       | X       |
| Washington Warthogs  | -       | X       | X       | X       | X       |
| Aantal teams         | 7       | 14      | 15      | 11      | 11      |

## Kampioenen
| Seizoen | Kampioen             | Einduitslag | Runner-Up          |
| ------- | -------------------- | ----------- | ------------------ |
| 1993    | Dallas Sidekicks     | 2-1         | San Diego Sockers  |
| 1994    | Las Vegas Dustdevils | 2-1         | Dallas Sidekicks   |
| 1995    | Monterrey La Raza    | 2-1         | Sacramento Knights |
| 1996    | Monterrey La Raza    | 2-0         | Houston Hotshots   |
| 1997    | Seattle SeaDogs      | 2-0         | Houston Hotshots   |

### Kampioenschappen per club
| Team                 | Kampioenschappen | Seizoen    |
| -------------------- | ---------------- | ---------- |
| Monterrey La Raza    | 2                | 1995 ,1996 |
| Dallas Sidekicks     | 1                | 1993       |
| Las Vegas Dustdevils | 1                | 1994       |
| Seattle SeaDogs      | 1                | 1997       |

ALPF (1894–95) · 
NAFBL (1895–1921) · 
ASL I (1921–33) · 
ASL II (1933–83) · 
ISL (1960-65) ·
NPSL I (1967) · 
USA (1967) · 
NASL (1968–85) · 
MISL I (1978–92) · 
NPSL II (1984–2001) · 
USL I (1984–85) · 
WSA (1985–89) · 
LSSA (1987–92) · 
ASL III (1988–89) · 
CISL (1993–97) · 
EISL (1997–98) · 
WISL (1998–2001) · 
WUSA (2001–03) · 
MISL II (2001–08) · 
XSL (2008–09) · 
USL First Division (2005–2010) · 
USL Second Division (1990–2010) · 
D2 Pro League (2010) ·
NASL (2011–17)